# Средновековна философия
Средновековна философия е философията на Европа и Близкия изток в ерата сега известна като Средновековние или Средните векове, периодът, който се простира най-грубо казано от падането на Римската империя през 5 век до епохата на Ренесанса през 16 век. Тя се определя отчасти от процеса на преоткриване на древната култура, развила се в Гърция и Рим в класическия период, и отчасти от необходимостта да се адресират теологическите проблеми и да се интегрира сакралната доктрина със светското обучение.
Историята на средновековната философия е традиционно разделяна на три основни периода: период в Латинския Запад следващ Ранните Средни векове до 12 век, когато произведенията на Аристотел и Платон са запазени и култивирани; Ислямски период от 7 до 12 век, състоящ се от превод на древните философи, коментари, изясняване, тълкуване и развитието на тяхната работа; и „златен век“ на 12, 13 и 14 век в Латинския Запад, при който е налице кулминацията на възстановяване на древната философия, както и значими събития в областта на философия на религията, логика и метафизика.
|  | Тази страница частично или изцяло представлява превод на страницата Medieval philosophy в Уикипедия на английски. Оригиналният текст, както и този превод, са защитени от Лиценза „Криейтив Комънс – Признание – Споделяне на споделеното“, а за съдържание, създадено преди юни 2009 година – от Лиценза за свободна документация на ГНУ. Прегледайте историята на редакциите на оригиналната страница, както и на преводната страница, за да видите списъка на съавторите. ВАЖНО: Този шаблон се отнася единствено до авторските права върху съдържанието на статията. Добавянето му не отменя изискването да се посочват конкретни източници на твърденията, които да бъдат благонадеждни. |